# Уильямсон, Генри
Ге́нри Уи́льямсон (англ. Henry Williamson;  1 декабря 1895 - 13 августа 1977) — английский писатель-натуралист. Лауреат Готорнденской премии по литературе 1928 года за книгу «Выдра по имени Тарка».

## Биография
Генри Уильямсон родился в Бромли (англ. Bromley), на юго-востоке Лондона, в семье банковского клерка Вильяма Леопольда Вильямсона (англ. William Leopold Williamson) и домохозяйки Гертруды Эльзы (англ. Gertrude Eliza). После переезда семьи в Лэдивэл (англ. Ladywell), район юго-восточнее Лондона, Генри поступает в начальную школу Colfe's Grammar School.
С января 1914 года служил в городской стрелковой бригаде Лондона, а после начала Первой мировой войны был мобилизован и попал в пулемётный корпус в звании лейтенанта. С 1917 года, был прикреплён к Бедфордширскому полку.
После войны, вдохновившись книгой Ричарда Джеффриса «История моего сердца», Генри решает серьезно взяться за писательство. В 1921 году он переезжает в графство Девон на юго-западе Англии. В 1925 году Уильямсон женится на Иде Хибберт, в браке у них родилось шестеро детей.
В 1927 году Уильямсон опубликовал свою самую известную книгу «Выдра по имени Тарка», которая удостоилась Готорденской премии.
В 1935 году Генри Уильямсон посетил Национал-социалистический конгресс в Нюрнберге и был поражён, в частности, движением гитлерюгенда, чей здоровый взгляд на жизнь он сравнил с болезненной молодежью в трущобах Лондона. Он высказал известное утверждение, что Гитлер, по сути был хорошим человеком, хотевшим только того, чтобы построить новое и лучшее в Германии." Впоследствии он присоединился к британскому Союзу фашистов Освальда Мосли в 1937 году. В 1936 году он купил ферму в Стиффки, графство Норфолк, Англия.
В начале Второй мировой войны Уильямсон попадает под стражу из-за своих известных политических взглядов, но выходит на свободу после нескольких дней, проведенных в полиции. В книге «In The Gale of the World» («Штормящий мир»), опубликованной в 1969 году, устами главного его героя - Филиппа Мэдисона, Уильямсон задаётся вопросом «моральной и правовой справедливости Нюрнбергского процесса».
В 1946 году Уильямсон стал жить в Oкс-Чёрч в Северном Девоне, где построил небольшой дом, в котором продолжил писать. В 1947 году Генри и Ида развелись. Уильямсон влюбился в молодую учительницу Кристин Даффилд с которой в 1949 году они поженились.
Позднее Уильямсон приступил писать серию из пятнадцати романов, известных под общим названием «Хроники древнего солнечного света». В 1950 году родился его единственный сын от нового брака — Гарри. С 1951—1969 Уильямсон писал почти каждый год по роману, чему способствовали «Sunday Express» и «The European» (журнал под редакцией Дианы Мосли).
После общей анестезии при проведении небольшой операции, состояние здоровья Генри Уильямсона резко ухудшилось. В последние годы жизни Уильямсон страдал от деменции и умер в день начала съёмок фильма «Выдра по имени Тарка» (Tarka the Otter) по совместному с ним сценарию.
Похоронен на кладбище Джорджхэм.
В 1980 году было основано Общество Генри Уильямсона, которое существует и по сей день.

## Произведения
- The Flax of Dreams — тетралогия после жизни Вилли Мэдисона
  - The Beautiful Years (1921)
  - Dandelion Days (1922)
  - The Dream of Fair Women (1924)
  - The Pathway (1928)
- A Chronicle of Ancient Sunlight — полу-автобиографическая серия из 15 книг после жизни Филиппа Мэдисон от рождения до начала 1950-х годов.
  - The Dark Lantern (1951)
  - Donkey Boy (1952)
  - Young Phillip Maddison (1953)
  - How Dear Is Life (1954)
  - A Fox Under My Cloak (1955)
  - The Golden Virgin (1957)
  - Love and the Loveless (1958)
  - A Test to Destruction (1960)
  - The Innocent Moon  (1961)
  - It Was the Nightingale (1962)
  - The Power of the Dead (1963)
  - The Phoenix Generation (1965)
  - A Solitary War (1967)
  - Lucifer Before Sunrise (1967)
  - The Gale of the World (1969)
- Остальные работы
  - The Lone Swallows (1922)
  - The Peregrine’s Saga, and Other Stories of the Country Green (1923)
  - The Old Stag  (1926)
  - Tarka the Otter (1927)
  - The Linhay on the Downs (1929)
  - The Ackymals  (1929)
  - The Wet Flanders Plain  (1929)
  - The Patriot’s Progress  (1930)
  - The Village Book  (1930)
  - The Labouring Life  (1932)
  - The Wild Red Deer of Exmoor  (1931)
  - The Star-born  (1933)
  - The Gold Falcon or the Haggard of Love  (1933)
  - On Foot in Devon  (1933)
  - The Linhay on the Downs and Other Adventures in the Old and New Worlds  (1934)
  - Devon Holiday  (1935)
  - Salar the Salmon  (1935)
  - Goodbye West Country (1937)
  - The Children of Shallowford (1939)
  - The Story of a Norfolk Farm  (1941)
  - Genius of Friendship: T.E. Lawrence  (1941)
  - As the Sun Shines (1941)
  - The Incoming of Summer (undated)
  - Life in A Devon Village (1945)
  - Tales of a Devon Village (1945)
  - The Sun in the Sands (1945)
  - The Phasian Bird (1948)
  - The Scribbling Lark (1949)
  - Tales of Moorland and Estuary (1953)
  - A Clearwater Stream  (1958)
  - In The Woods, a biographical fragment (1960)
  - The Scandaroon  (1972)
- Сочинения опубликованы посмертно обществом Генри Уильямсона
  - Days of Wonder (1987)
  - From a Country Hilltop (1988)
  - A Breath of Country Air (2 vols, 1990-91)
  - Spring Days in Devon, and other Broadcasts (1992)
  - Pen and Plough: Further Broadcasts (1993)
  - Threnos for T.E. Lawrence and Other Writings (1994)
  - Green Fields and Pavements (1995)
  - The Notebook of a Nature-lover (1996)
  - Words on the West Wind: Selected Essays from The Adelphi (2000)
  - Indian Summer Notebook: A Writer’s Miscellany (2001)
  - Heart of England: Contributions to the Evening Standard, 1939-41 (2003)
  - Chronicles of a Norfolk Farmer: Contributions to the Daily Express, 1937-39 (2004)
  - Stumberleap, and other Devon Writings: Contributions to the Daily Express and Sunday Express, 1915—1935 (2005)
  - Atlantic Tales: Contributions to the Atlantic Monthly, 1927—1947 (2007).

## Книги о Генри Уильямсоне
- Дэниель Фарсон — Henry: An Appreciation of Henry Williamson. 1982 год. ISBN 0-7181-2122-8
- Дэвид Хиттингботтом — Intellectuals and British Fascism: A Study of Henry Williamson. 1992 год. ISBN 1-85756-085-X
- Лоис Ламплю — A Shadowed Man: Henry Williamson. 1991 год. ISBN 0-900131-70-5
- Хьюго Мэтьюз — Henry Williamson. A Bibliography. 2004 год. ISBN 1-84114-364-2
- Джон Мюрри — The Novels of Henry Williamson. 1959 год.
- Брокар Сьюэлл — Henry Williamson: The Man, The Writings: A Symposium. 1980 год. ISBN 0-907018-00-9
- Гербер Вест — The Dreamer of Dreams: An Essay on Henry Williamson. 1932 год.
- Энн Уильямсон — Henry Williamson: Tarka and the Last Romantic. 1997 год. ISBN 0-7509-1492-0
- Энн Уильямсон — A Patriot’s Progress: Henry Williamson and the First World War. 1998 год. ISBN 0-7509-1339-8
- Питер Уилсон — T. E. Lawrence. Correspondence with Henry Williamson. 2000 год.